# Hans Werner Ballmann
Hans Werner Ballmann (11 de abril de 1951) é um matemático alemão.
Sua área de pesquisa é geometria diferencial, com foco sobre fluxos geodésicos, espaços de curvatura negativa, bem como teoria espectral de operadores de Dirac.

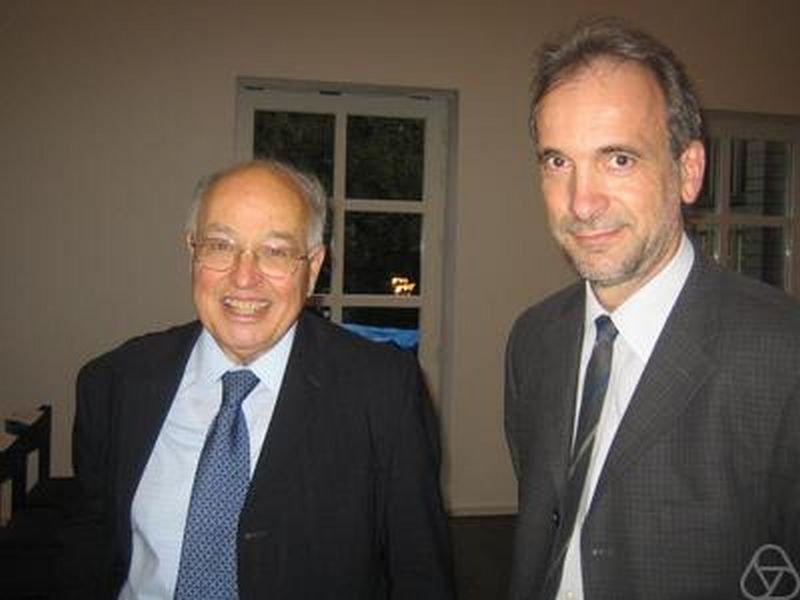
Hans Werner Ballmann com Michael Atiyah em Bonn, 2007

É atualmente professor da Universidade de Bonn, e diretor presidente do Instituto Max Planck de Matemática em Bonn, Alemanha, desde 2007. É membro da Academia Leopoldina desde 2007, e membro do comitê científico do Instituto de Pesquisas Matemáticas de Oberwolfach desde 2004.